# Ville-la-Grand
Ville-la-Grand is een gemeente in het Franse departement Haute-Savoie (regio Auvergne-Rhône-Alpes) en telt 7013 inwoners (2004). De plaats maakt deel uit van het arrondissement Saint-Julien-en-Genevois.

## Geografie
De oppervlakte van Ville-la-Grand bedraagt 4,5 km², de bevolkingsdichtheid is 1558,4 inwoners per km².
De onderstaande kaart toont de ligging van Ville-la-Grand met de belangrijkste infrastructuur en aangrenzende gemeenten.

## Demografie
Onderstaande figuur toont het verloop van het inwonertal (bron: INSEE-tellingen).